# Кантопоп
Кантопоп (англ. cantopop, иер. трад. 粵語流行音樂, упр. 粤话流行音乐, ютпхин: yut6 yu5 lau4 hang4 yan1 ngok6, кант.-рус.: ютъю лаухон ямнгок) — общий термин для обозначения популярной музыки на кантонском языке (диалекте). Cantopop также называют HK-pop, гонконгской популярной музыкой. Кантонская популярная музыка — это поджанр китайской популярной музыки, C-pop. На кантопоп влияет не только собственно китайская музыка, но и многие международные жанры: джаз, рок-н-ролл, ритм-н-блюз, электронная музыка, западная поп-музыка и другие. Тексты кантонской популярной музыки почти всегда написаны на юэском языке.

## Характерные черты

### Инструменты
Кантопоп появился в результате смешения кантонской оперы и западной поп-музыки. Вскоре музыканты перестали играть на традиционных инструментах типа гучжэна и эрху, отказавшись от них в пользу западных. Обычно у песен в стиле cantopop один исполнитель, которому аккомпанируют фортепиано, синтезатор, ударная установка, гитара и бас-гитара. Музыкальная форма — рондо.

### Лирика
Кантонский диалект — тональный, чувствительный к изменению интонации. Изменение тона в слове ведёт к изменению его смысла. Из-за этого изменение интонации, характерное для западной музыки, чуждо кантонской поп-музыке.
В кантонской поп-музыке распространено рифмование строк:
Песня «Впечатление» (印象) Самуэля Хуэй.
| Слова на кантонском диалекте                                                                   | Кириллизация |
| ---------------------------------------------------------------------------------------------- | --- |
| 1. 誰令我當晚舉止失常 2. 難自禁望君你能見諒 3. 但覺萬分緊張 皆因跟你遇上 4. 誰令我突然充滿幻想 | 1. Сёй лим нго тон ман кёй чи сат сён 2. Нань чи кам мон куань нэй нан кинь лён 3. Тан кау мань фань кан чён кай янь кан нэй ю сён 4. Сёй лим нго тат инь чхун мунь вань сён |

### Известные представители
- Лесли Чун (1956—2003)
- Сита Чан (1987—2013)
- Адам Чэн (род. в 1947)
- Алан Там (род. в 1950)